# Sarothrias fijianus
Sarothrias fijianus  (лат.) — вид мелких жуков рода Sarothrias из семейства Якобсонииды (Jacobsoniidae). Эндемик Фиджи.

## Распространение
Океания, Фиджи.

## Описание
Очень мелкие жуки, которые имеют длину около 2,5 мм, желтовато-коричневого цвета. Максимальная ширина 0,67 мм. Надкрылья матовые, но их апикальная часть блестящая.
Формула лапок 3-3-3, булава усиков 3-члениковая.
Вид Sarothrias fijianus Löbl & Burckhardt, 1988 был впервые описан в 1988 году швейцарскими энтомологами Иваном Лёблем (Ivan von Löbl) и Даниелем Буркхардтом (Daniel Burckhardt, Женева, Швейцария), а его валидный статус подтверждён в ходе ревизии, проведённой в 2015 году китайскими энтомологами (Wen-Xuan Bi, Шанхай; Chang-Chin Chen, Tianjin New Wei San Industrial Company, Limited, Tianjin; Mei-Ying Lin, National Zoological Museum of China, Пекин, Китай).